# 2016年厄瓜多尔地震
2016年厄瓜多地震發生於厄瓜多時間（UTC-5）2016年4月16日18點53分37秒，地震矩規模7.8，麥加利震度為VIII度。震央離穆伊斯內縣與佩德爾納萊斯縣27公里，離首都基多170公里。

此次造成668人死亡，8人失蹤，6274人重傷，超過230000人輕傷。曼塔，佩德爾納萊斯與波托維耶霍地區傷亡人數占總傷亡人數的75%以上，

## 地震经过
根據美国地质勘探局测得數據：4月17日晚間06时58分37秒在厄瓜多尔沿岸近海附近（北纬0.371度，西经79.940度）7.8级地震，震源深度19.2千米。
震中距离厄瓜多尔城市穆伊斯内南南东方向约27千米，期間哥倫比亞和秘魯均受影響。

## 产生影响

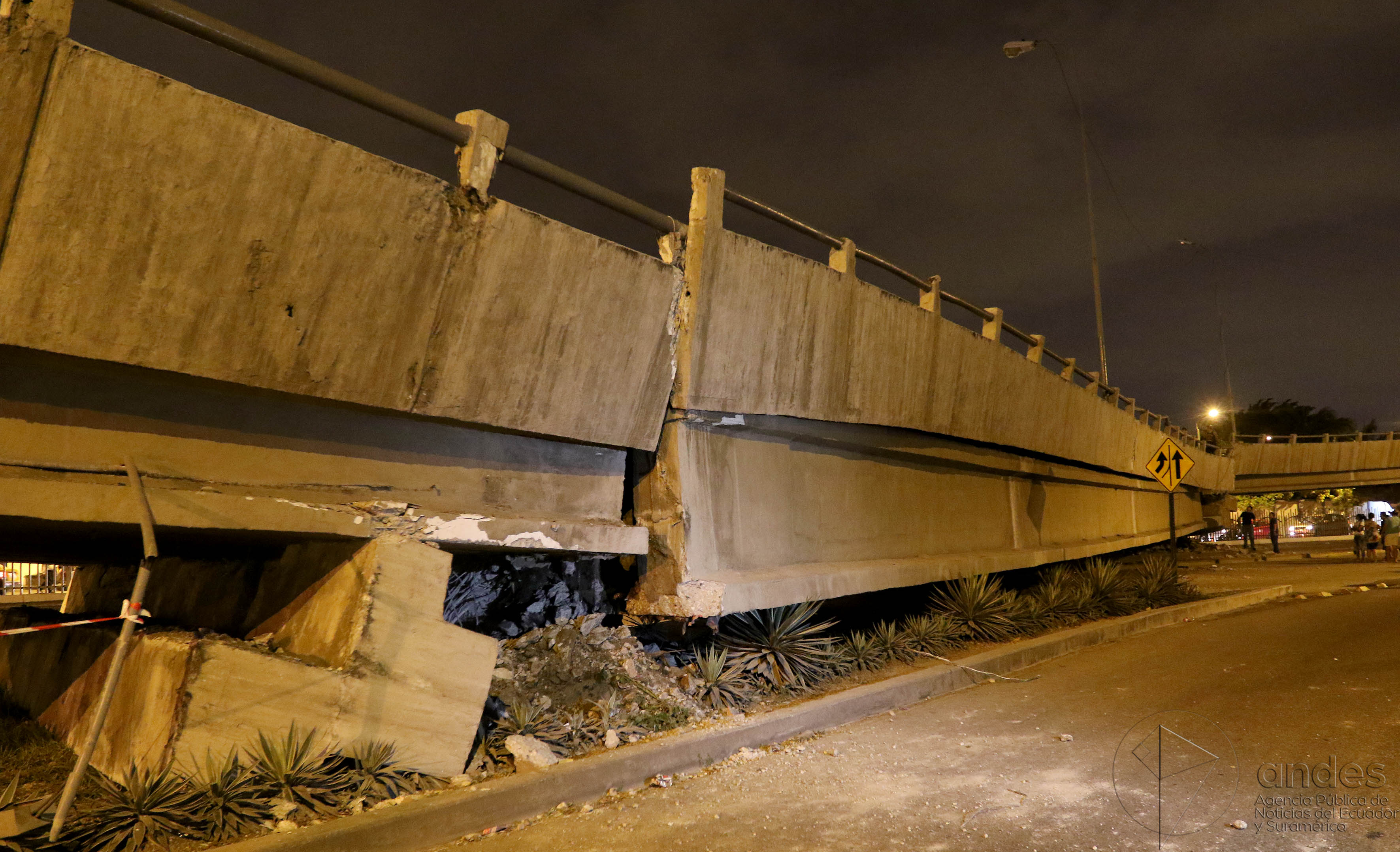
瓜亚基尔倒塌的一座立交桥

截至2016年4月18日18时47分，地震共造成至少414人死亡，2557人受傷。地震使瓜亚基尔一座立交桥倒塌，曼塔机场控制台受损。地震造成厄瓜多尔部分地区停电。据太平洋海啸预警中心网站显示，已就该次地震可能在厄瓜多尔附近海岸引发海啸，发出海啸预警。

### 傷亡
| 國籍     | 死亡 | 受傷 | 失蹤       |
| -------- | ---- | ---- | ---------- |
|          | 480  | 4027 | 231        |
| 哥伦比亚 | 7    | 1    | 189 (失聯) |
| 古巴     | 3    | 0    | 0          |
| 加拿大   | 2    | 0    | 0          |
| 爱尔兰   | 1    | 0    | 0          |
|          | 1    | 0    | 0          |
| 英国     | 1    | 0    | 0          |
| 美国     | 1    | 0    | 0          |

以下為各地區死亡人數(截止2016年4月18日)。
- 佩德爾納萊斯 (159)
- 波托維耶霍 (116)
- 曼塔 (142)
- 蘇克雷 (38)
- 卡拉克斯港 (10)
- 羅卡富埃爾特 (3)

## 采取措施
厄瓜多尔宣布进入紧急状态，全国各地的军队参与救援工作。厄瓜多尔足球协会宣布暂停2016年厄瓜多尔足球锦标赛。